# Burgstall im Haberhölzel I
Der Burgstall im Haberhölzel I ist eine abgegangene mittelalterliche Höhenburg in Eschelbach, einem Gemeindeteil des Marktes Wolnzach im Landkreis Pfaffenhofen an der Ilm von Bayern. Die Anlage wird als Bodendenkmal unter der Aktennummer D-1-7435-0168 als „Burgstall des Mittelalters“ geführt.

## Lage
Der Burgstall liegt in Höhenlage auf 460 m ü. NHN etwa 870 m südöstlich der Pfarrkirche St. Emmeram in Eschelbach und 300 m nördlich von Burgstall im Haberhölzel II. Im Urkataster von Bayern ist eine runde Anlage mit 70 m Durchmesser zu sehen. Die Anlage ist heute von Wald bestanden.